# Distretto di Sanam Chai Khet
Il distretto di Sanam Chai Khet (in thailandese: สนามชัยเขต) è un distretto (amphoe) della Thailandia, situato nella provincia di Chachoengsao.